# Кеґейлі (міське селище)
Кеґейлі (кар. Kyegyeyli; узб. Кегейли, Kegeyli) — селище в Узбекистані, центр Кеґейлійського району Каракалпакстану.
Населення 10 867 мешканців (перепис 1989).

## Географія
Розташоване в дельті Амудар'ї, за 18 км на захід від залізничної станції Кумшунгул на лінії Найманкуль — Чимбай.

### Клімат
Містечко знаходиться у зоні, котра характеризується кліматом тропічних пустель. Найтепліший місяць — липень із середньою температурою 27.7 °C (81.9 °F). Найхолодніший місяць — січень, із середньою температурою -4.7 °С (23.5 °F).
| Клімат Кеґейлі          | Клімат Кеґейлі | Клімат Кеґейлі | Клімат Кеґейлі | Клімат Кеґейлі | Клімат Кеґейлі | Клімат Кеґейлі | Клімат Кеґейлі | Клімат Кеґейлі | Клімат Кеґейлі | Клімат Кеґейлі | Клімат Кеґейлі | Клімат Кеґейлі | Клімат Кеґейлі |
| Показник                | Січ.           | Лют.           | Бер.           | Квіт.          | Трав.          | Черв.          | Лип.           | Серп.          | Вер.           | Жовт.          | Лист.          | Груд.          | Рік            |
| Середній максимум, °C   | −0,4           | 1,6            | 9,6            | 20,2           | 28,1           | 32,8           | 35             | 32,5           | 26,6           | 17,5           | 9,6            | 2,4            | 18             |
| Середня температура, °C | −4,7           | −3,3           | 4,2            | 13,8           | 20,9           | 25,4           | 27,7           | 24,9           | 19             | 10,7           | 4,5            | −1,5           | 11,8           |
| Середній мінімум, °C    | −9,6           | −9,4           | −2,4           | 6,2            | 13,2           | 17,2           | 20             | 17,2           | 11,3           | 3,4            | −2             | −6             | 4,9            |
| Норма опадів, мм        | 10             | 8.7            | 17             | 19.4           | 12.1           | 3.9            | 3.4            | 1.8            | 2.6            | 7.7            | 9.8            | 13.2           | 109.6          |
| Днів з опадами          | 6,2            | 4,8            | 6              | 6,1            | 4,1            | 2,6            | 1,6            | 1,1            | 1,7            | 3,6            | 4,4            | 5,9            | 48,1           |
| Вологість повітря, %    | 78.3           | 74.1           | 68             | 56.9           | 48.1           | 45.7           | 48             | 51.5           | 53.9           | 59.6           | 70.2           | 79.3           | 61.1           |
| ----------------------- | -------------- | -------------- | -------------- | -------------- | -------------- | -------------- | -------------- | -------------- | -------------- | -------------- | -------------- | -------------- | -------------- |
| Джерело: Weatherbase    |                |                |                |                |                |                |                |                |                |                |                |                |                |